# 京阪京都交通西京営業所

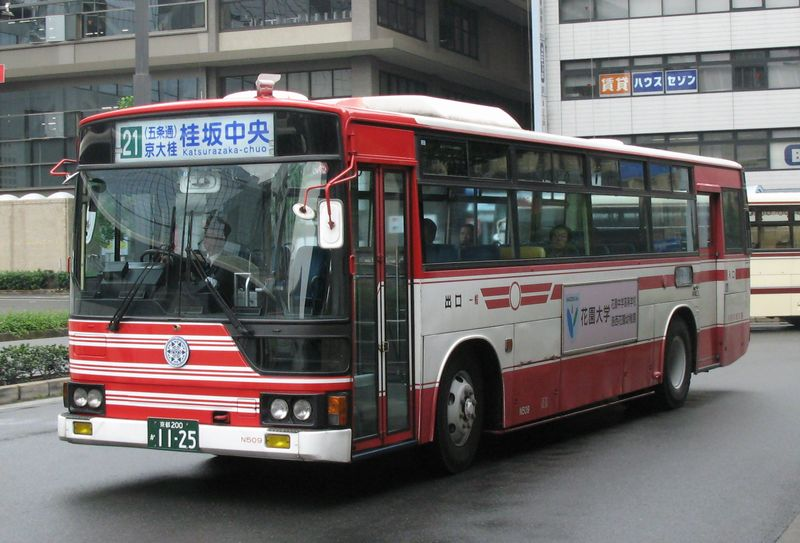
西京営業所が管轄している21系統

京阪京都交通西京営業所（けいはんきょうとこうつうにしきょうえいぎょうしょ）は、京都府京都市西京区にある京阪京都交通の営業所。構内に西京車庫停留所が設置されている。
2008年10月18日、中山営業所から移転した。中山営業所はかつては旧京都交通の中山営業所であった。本項では中山営業所時代についても記述する。
京阪グループ共通バスカードで印字されていた営業所略称は中山営業所時代は「ナヤ」であった。移転後の営業所略称は「ニシ」に変更されたが、実際の印字はサービス終了まで「ナヤ」のままであった。

## 現行路線

### 一般路線
主に京都駅や阪急桂駅、JR桂川駅と京都市西京区内を結ぶ路線の運行を行っている。特に、桂坂ニュータウン地区は京阪京都交通のエリアと位置付けられている。なお桂坂発着の一部系統に亀岡営業所との共同管轄系統もある。夜間留置などで桂坂の操車場と各営業所への回送がある。
2023年10月23日から、平日ダイヤにおいて、運転士不足の深刻化に伴い運行本数を維持することが困難となったため、一時的に一部便を運休していたが、2024年1月29日から、全便の運行を再開した。

#### 洛西発着

##### 洛西線
- 10系統：桂駅東口 → 三ノ宮街道 → 京都明徳高校前 → 境谷大橋 → 洛西高校前 → 東竹の里町 → 洛西バスターミナル

土曜・休日に片方向1便のみ運行。

##### 大原野線
- 13系統：長峰 - 灰方 - 国道沓掛 - 国道中山 - 三ノ宮 - 桂駅東口

※平日朝に国道沓掛発桂駅東口行が1便設定されている。
- 13B系統：長峰 - 灰方 - 沓掛（旧道） - 中山（旧道） - 三ノ宮 - 桂駅東口
- 14系統：長峰 - 灰方 - 国道沓掛 - 国道中山 - 三ノ宮 - 桂駅東口 - 桂離宮前 - 桂大橋 - 東側町 - 川勝寺 - 西大路七条 - 京都駅前

※13・13B系統は、2006年3月18日新設。これに併せ旧17系統は14系統に番号を変更された。
- 17系統：長峰 - 灰方 - 国道沓掛 - 国道中山 - 三ノ宮 - 桂駅東口 - JR桂川駅前

2022年9月3日改正で新設。平日のみ運行。
- 17B系統：長峰 ← 灰方 ← 沓掛（旧道） ← 中山（旧道） ← 三ノ宮 ← 桂駅東口 ← JR桂川駅前

2022年9月3日改正で新設。平日に片方向2便のみ運行。

#### 桂坂中央発着

##### 桂坂線
- 19系統：桂坂中央 - 峰ヶ堂町三丁目 - 花の舞公園前 - 桂坂小学校前- 西桂坂 - 桂坂口 - 新林中通 - 洛西バスターミナル

2006年3月18日新設。土曜・休日に1往復のみ運行。
- 20系統：桂坂中央 - 花の舞公園前 - 京大桂キャンパス前 - 三ノ宮街道 - 桂駅西口
- 20B系統：桂坂中央 - 西桂坂 - 桂坂センター前 - 花の舞公園前 - 京大桂キャンパス前 - 三ノ宮街道 - 桂駅西口
- 21系統：桂坂中央 - 西桂坂 - 桂坂センター前 - 花の舞公園前 - 京大桂キャンパス前 - 国道三ノ宮 - 千代原口 - 西大路五条 - 烏丸五条 - 京都駅前
- 21A系統：京都成章高校前 - 沓掛西口 -（この間ノンストップ） - 桂坂中央 - 西桂坂 - 桂坂センター前 - （桂坂中央通過） - 花の舞公園前 - 京大桂キャンパス前 - 国道三ノ宮 - 千代原口 - 西大路五条 - 烏丸五条 - 京都駅前
- 24系統（快速）：桂坂中央→西桂坂→桂坂口→中山（旧道）→（この間ノンストップ）→桂駅東口

平日のみ運行。
- 24B系統（快速）：桂坂中央→西桂坂→桂坂口→中山（旧道）→（この間ノンストップ）→桂駅東口→JR桂川駅前

2022年9月3日改正で新設。平日のみ運行。
- 直行25A系統：桂駅東口 - （ノンストップ） - 京都成章高校前　（※学休日運休）
- 25A系統：京都成章高校前 - 芸大前 - 国道中山 - 三ノ宮街道 - 桂駅東口
- 直行25B系統：京都成章高校前 → （この間ノンストップ） → 桂駅東口 → （この間ノンストップ） → JR桂川駅前　（※学休日運休）
- 25B系統：京都成章高校前 - 芸大前 - 国道中山 - 三ノ宮街道 - 桂駅東口 - JR桂川駅前
- 26系統：桂坂中央 - 西桂坂 - 桂坂口 - 中山（旧道） - 三ノ宮街道 - 桂駅東口 - 桂小橋 - 西大路七条 - 京都駅前
- 26B系統：桂イノベーションパーク前 - 花の舞公園前 - 桂坂小学校前 - 西桂坂 - 桂坂口 - 中山（旧道） - 三ノ宮街道 - 桂駅東口 - 桂小橋 - 西大路七条 - 京都駅前
- 27系統：京都駅前 → 烏丸五条 → 西大路五条 → 千代原口 → 国道三ノ宮 → 国道中山 → 芸大前 → 沓掛西口 → 西桂坂 → 桂坂中央
- 28A系統：京都成章高校前 - 芸大前 - 国道中山 - 三ノ宮 - 桂駅東口 - 東側町 - 西大路七条 - 京都駅前
- 28B系統：沓掛西口 → 芸大前 → 国道中山 → 三ノ宮 → 桂駅東口 → 東側町 → 西大路七条 → 京都駅前
- 29系統：桂坂中央 - 西桂坂 - 桂坂口 - 中山（旧道） - 三ノ宮街道 - 桂駅東口 - JR桂川駅前

2022年9月3日改正で新設。平日のみ運行。

#### イオンモール京都桂川線
- 直行11A系統： JR桂川駅前 → （ノンストップ） → 京都成章高校前　（※学休日運休）
- 11A系統：JR桂川駅前 - 洛西口駅前 - 物集女 - 京都明徳高校前 - 芸大前 - 京都成章高校前
- 12A系統：JR桂川駅前 - 洛西口駅前 - 物集女 - 境谷大橋 - 東竹の里町 - 洛西高校前 - 芸大前 - 京都成章高校前

- 15系統：JR桂川駅前 - 牛ヶ瀬 - 桂高校前 - 桂駅東口 - 桂小橋 - 西大路七条 - 京都駅前

2014年10月10日改正で新設。土曜・休日のみ運行。
- 18系統：西京車庫 - 三ノ宮街道 - JR桂川駅前

2022年9月3日改正で新設。平日のみ運行。
- 22B系統：桂坂中央 → 花の舞公園前 → 京大桂キャンパス前 → 三ノ宮街道 → 物集女 → 洛西口駅前 → JR桂川駅前

2014年10月10日改正で新設。土曜・休日に片方向1便のみ運行。

#### 京都リサーチパーク線
- 直行93系統：京都リサーチパーク4号館前 - （この間ノンストップ） - 京都駅前
  - 2021年10月18日改正で新設[7]。平日のみ運行。

### その他の路線

#### 京都先端科学大学線
この路線はすべて亀岡営業所との共同管轄系統である。
- 58系統：桂駅東口 - 【直行・京都縦貫道経由】 - 京都先端科学大学 京都亀岡キャンパス
- 62系統：JR桂川駅 - 桂駅東口 - 【直行・京都縦貫道経由】 - 京都先端科学大学 京都亀岡キャンパス
  - 桂駅東口での扱い：学園大学行きは乗車専用、JR桂川駅行きは降車専用
- 61系統：京都先端科学大学 京都太秦キャンパス - 【直行・京都縦貫道経由】 - 京都先端科学大学 京都亀岡キャンパス

##### 備考
- 運賃は850円（58・62系統）、950円（61系統）。PiTaPa・バスカード類（スルッとKANSAIカード・京阪グループ共通バスカード）使用可
- 学生用回数券の設定あり（各営業所・各案内所ではなく、大学内で販売）
  - 運行ダイヤは、A、B、C、Dのほか臨時ダイヤが設定されている。月や曜日によって変わるので、京都先端科学大学のバスダイヤのページを参照のこと。
- 61系統は、京都太秦キャンパス開設に合わせて、2015年3月23日に新設された。これに伴って旧61系統（JR桂川駅前 - 【直行・京都縦貫道経由】 - 京都亀岡キャンパス）は廃止された。

#### 明治国際医療大学線
- 77系統[8]：桂駅東口 - JR桂川駅前 - 境谷大橋 - 【直行・京都縦貫道経由】 - 明治国際医療大学

##### 沿革
- 2010年4月1日 - 路線開設。付属病院及び鍼灸センター休診日は運休。
- 時期不明 - ダイヤ改正により桂駅東口とJR桂川駅前の停車順が逆転し、境谷大橋が全便停車となる。

##### その他
- 運賃は、1,050円（大人）。PiTaPa使用可。
- 回数券は20枚綴りで販売している（通常価格18,900円・学生6,300円）。なお、この回数券は学校内のみで販売している[9]。

#### 美山ネイチャー号

##### 路線概要
京阪樟葉駅前 - 高速長岡京（阪急西山天王山駅） - 【京都縦貫道経由】 - （道の駅ウッディー京北 → 常照皇寺 → ）（ ← 道の駅美山ふれあい広場） - かやぶきの里 - 知見口 - 自然文化村
- 2009年秋より京都市より南丹市美山町への観光アクセスとして桂駅東口より運行した快速バスである。2009年9月19日より11月29日までの秋季の土曜・日曜・休日ダイヤ実施日に試験的に運行されていたが、2010年春より春と秋の年2回に拡大の上で季節運行に格上げされた。2014年より、2往復から1往復に変更となったほか、京阪京都交通の路線として初めて大阪府に進出し、京阪樟葉駅発着で阪急西山天王山駅経由に変更され、桂駅には立ち寄らなくなった。また、2015年より、冬季にも運行されるようになった。

運行本数
- 1往復

その他
- 車両1台体制（上記の立命館大学(BKC)線とほぼ同様の高速タイプの車両を使用。便所は無し）。
- 桂駅東口発着時代には所要時間は約80分。運賃は大人片道1,500円（小児半額。往復割引大人2,700円、小児の往復割引は無し）であった。

参考リンク
- 美山ネイチャー号公式ホームページ （2021年）

#### 龍谷大学線

##### 路線概要
京阪中書島 - 龍谷大学瀬田キャンパス
- 2012年4月1日より運行開始。滋賀県大津市にある龍谷大学瀬田キャンパスへのアクセスを目的として開設された。休校日は運休である。

##### 沿革
- 2012年4月1日 - 運行開始
- 2012年9月20日 - 初のダイヤ改正。増発を行う。

##### その他
運行本数
- 龍谷大学瀬田キャンパス行き4本、京阪中書島行き6本

その他
- 車両2台体制（上記の立命館大学(BKC)線とほぼ同様の高速タイプの車両を使用。便所は無し）。

#### シャトルバス
- 京都光華女子大学シャトルバス（フラワーライン線）
  - 七条京阪前 - 京都駅八条口 - 京都リサーチパーク前 - 光華女子学園

## 廃止路線
- 16系統（快速）：洛西バスターミナル → 東竹の里町 → 洛西高校前 → 境谷大橋 → 北福西町一丁目 → （この間ノンストップ） → 桂駅東口
- 22系統：桂坂中央 - 花の舞公園前 - 京大桂キャンパス前 - 三ノ宮街道 - 物集女 - 洛西口駅前 - JR桂川駅前
  - 2014年10月10日改正でJR桂川駅前 - JR向日町間が廃止され[1]た後、残りの区間（上記）も2016年3月26日改正で廃止された[10]。
- 23系統：桂坂中央 → 花の舞公園前 → 京大桂キャンパス前 → 三ノ宮街道 → 桂駅東口
- 23B系統：桂駅東口 → 三ノ宮街道 → 中山（旧道） → 桂坂口 → 西桂坂 → 花の舞公園前 → 京大桂キャンパス前 → 桂イノベーションパーク前
  - 平日のみ深夜バスの設定があった。
- 25系統：桂坂中央 - 西桂坂 - 沓掛西口 - 芸大前 - 国道中山 - 三ノ宮街道 - 桂駅東口
- 26C系統：西京車庫 - 三ノ宮街道 - 桂駅東口 - 桂小橋 - 西大路七条 - 京都駅前
  - 土曜・休日のみ運行。なお、西京車庫発は26系統として運行。
  - 2014年10月10日廃止（最終運行は10月5日）。これにより、一時的に西京車庫停留所を発着する路線はなくなった。なお、桂駅東口 - 京都駅前間のダイヤはほとんどが同日開設の15系統に載せ替えられた[1]。
- 28系統：桂坂中央 - 西桂坂 - 沓掛西口 - 芸大前 - 国道中山 - 三ノ宮 - 桂駅東口 - 東側町 - 西大路七条 - 京都駅前
- イオンモール京都桂川線（京都縦貫道経由） 91系統：JR桂川駅前 - 洛西口駅前 - 亀岡駅前
  - 【JR桂川駅前→亀岡駅前】JR桂川駅前 - 洛西口駅前 - 境谷大橋 - 【京都縦貫道経由】 - 森 - 西つつじヶ丘 - つつじが丘小学校前 - 桧谷公園前 - 大葉台一丁目 - ふれあいセンター前 - ニチコン前 - 亀岡駅前
  - 【亀岡駅前→JR桂川駅前】亀岡駅前 - ニチコン前 - ふれあいセンター前 - つつじが丘小学校前 - 桧谷公園前 - 大葉台一丁目 - 西つつじヶ丘 - 森 - 【京都縦貫道経由】 - 境谷大橋 - 洛西口駅前 - JR桂川駅前
  - 2014年10月10日開設[1]。2015年3月13日まで実証実験運行[11]。
  - 京都市内相互区間・亀岡市内相互区間のみの利用はできない。（京都縦貫道区間を挟んだ利用のみ・クローズドドアシステム）。
  - 片道650円。2枚つづり1000円の91系統専用回数券設定があった[12]。

- イオンモール京都五条シャトルバス
  - イオンモール京都五条 → 西大路四条 → 西小路綾小路 → 右京郵便局前 → イオンモール京都五条
  - 2020年8月30日廃止。三菱ふそう・エアロミディで運行していた。

- 立命館大学 (BKC) 線
  - 京阪中書島 - 立命館大学びわこ・くさつキャンパス(BKC)（昼間時の一部を除き京滋バイパス・名神高速道路経由。昼間時の一部便は京滋バイパス・一般道経由）
    - 共同運行：京都京阪バス （八幡営業所）
    - 発着地ともに京阪京都交通のエリア外である。車両はこの路線専用の貸切バス仕様の車両を使用（これに対し京都京阪バス側では4台中2台がワンロマ 仕様の車両で運行する）。

  - 運行本数
    - 平日開校日 - 16.5往復（京阪京都交通と京都京阪バスが一部を除き交互に運行）。
    - 土曜開校日 - 3.5往復（午前の便は京阪京都交通が、午後の便は京阪宇治バスがそれぞれ運行）。ただし学校側の都合により平日ダイヤでの運行となる場合もある。
    - 2009年4月1日に初のダイヤ改正を行い、平日は16.5往復に増便し、土曜日は3.5往復に減便した。
    - 2010年4月1日に2度目のダイヤ改正を実施し、平日BKC行き25本、京阪中書島行き22本と大幅に増発。8時台は8時より8時10分までは京阪京都・京阪宇治バス（当時）が2運用ずつ交互に4本と言う続行運転を実施した。土曜日は3.5往復で変化無し。
    - 休日及び大学休校日 - 全便運休。ただし、オープンキャンパスや各種学校行事の開催時等、学校側の都合により休日でも運行を行う場合があり、その場合は学校行事等の状況により平日ダイヤ及び土曜ダイヤの何れかが適用される。なお、2010年度からは新たなパターンとして、休日運行時でも平日ダイヤ、土曜ダイヤを使用せずに別途の臨時ダイヤで運行する場合がある。
    - 2011年4月1日実施の改正より、大学休校日及び期間であっても補講が実施される場合は土曜の本数より増発し、平日の本数より削減した「補講ダイヤ」で運行される。

  - その他
    - スルッとKANSAI及び京阪グループ共通バスカードは使用できない。
    - このバスを利用する立命館大学生徒、教授および関係者はキャンパスインフォメーションでの登録が必要となる（外部の一般乗客が利用する場合は登録不要）。
    - 京阪京都交通はこの路線は発着地とも自社の運行エリア外の路線であるのが特徴となっている。同社が滋賀県で路線免許を取得したのもこの路線が初である。

  - 沿革
    - 2008年4月1日 路線開設。開校日のみの運行。平日15往復、土曜5往復を設定。開設当時は京阪京都交通は1台体制であった。
    - 2009年4月1日 ダイヤ改正。平日の増発と土曜日の減便。1台増車。
    - 2010年4月1日 ダイヤ改正。朝に続行運転を開始。
    - 2010年9月27日 ダイヤ一部修正。立命館大学(BKC)発の1本の時刻を14時35分発より14時40分発に変更（自社運行便）。
    - 2011年4月1日 ダイヤ改正。
    - 2011年5月28日 京阪電気鉄道のダイヤ改正と連動したダイヤ改正。
    - 2012年4月1日 土曜日の運行を廃止。平日ダイヤも2往復削減。
    - 2014年4月1日 京阪宇治バスの合併により共同運行会社名が京都京阪バスに変更される。
    - 2015年9月28日より京阪京都交通は撤退した。これにより以後の運行は京都京阪バスの単独となる[13]。

  - 参考文献
    - 京阪京都交通・京阪宇治バス公式ホームページ 京阪中書島 - 立命館大学(BKC)直通バス（2008年）
    - 京阪京都交通・京阪宇治バス公式ホームページ 京阪中書島 - 立命館大学(BKC)直通バス（2009年）
- 但馬の郷いずし‐京都号
  - 阪急桂駅東口 - 【京都縦貫道経由】 - 出石
  - 平成24年4月20日運行開始。同日から6月30日までの土曜・休日のみの季節運転（4月30日から5月2日までは平日も運行）

## 車両
- ほとんどが、元京阪バスの車両および自社購入車両であり、京都交通からの引継車両は急速に台数を減らしている。2009年からは日野・ブルーリボンIIノンステップバスを導入している。
- 車番の頭文字は、N。西京のローマ字表記「Nishikyo」の頭文字である。中山営業所時代と同一であるが、中山のローマ字表記の頭文字も「Nakayama」のNであったため表記は移転後も変更されていない。